# Praha-Vršovice
Praha-Vršovice – stacja kolejowa w Pradze, w Czechach przy ulicy Ukrajinská 304/2b. Stacja posiada 3 perony. Znajduje się w dzielnicy Vršovice, w pobliżu Nusli.
W latach 2007–2008 odbyła się rozległa rekonstrukcja dworca.

## Historia[1]

### Lata 70.–2008
W latach 70. XX w. stacja przeszła kompleksową przebudowę i modernizację. Pierwotnie do rozbiórki miał być przeznaczony także istniejący budynek dworca pasażerskiego, ostatecznie został zachowany, ale dobudowano do niego parterową salę z kasami biletowymi; zbudowano metro i kryte perony, ulicę Otakarova w Nuslí (cała południowo-wschodnia strona ulicy w kierunku placu, łącznie z budynkami Instytutu Badań została „wysadzona” w 1967 r.) została przeniesiona i poszerzona o nowy most dla samochodów i transportu publicznego. Pod starym sąsiadującym mostem jeżdżą tylko samochody, a z Grébovki do Nuslí płynie częściowo zadaszony potok Botič. Od 2003 roku na stacji zainstalowany jest system dźwiękowej i wizualnej informacji pasażerskiej mikroVOX HIS Voice, który informuje o przyjazdach i odjazdach pociągów oraz przekazuje inne informacje. W 2002 roku budynek stacji i budynek usługowy zostały wpisane do rejestru zabytków. W latach 2007 i 2008 budynek stacji przeszedł remont, w wyniku którego usunięto rozbudowę z lat 70. XX wieku, a oficjalne ponowne otwarcie odbyło się 10 października 2008 r.

## Lokalizacja
Stacja znajduje się na linii 220 prowadzącej z dworca głównego w Pradze do Czeskich Budziejowic, których odcinek podmiejski do Benešova pod Pragą znajduje się w skróconym rozkładzie jazdy pod linią nr 221. Tor jest częścią trasy krajowej. Na stacji rozpoczyna się kolej regionalna nr 210 do Dobříša i na Čerčany, pierwotnie lokalna kolej Nusle – Modřany, później po rozbudowie nazwana Posázavský Pacifik. Stacja pasażerska (w ogrodach zamku Nusel) tworzyła całość ze stacją rozrządową Praga-Vršovice, ciągnącą się aż do Strašnice, w rejonie której w latach 2018–2020 przesunięto tor w kierunku Czeskich Budziejowic.

## Teraźniejszość i przyszłość

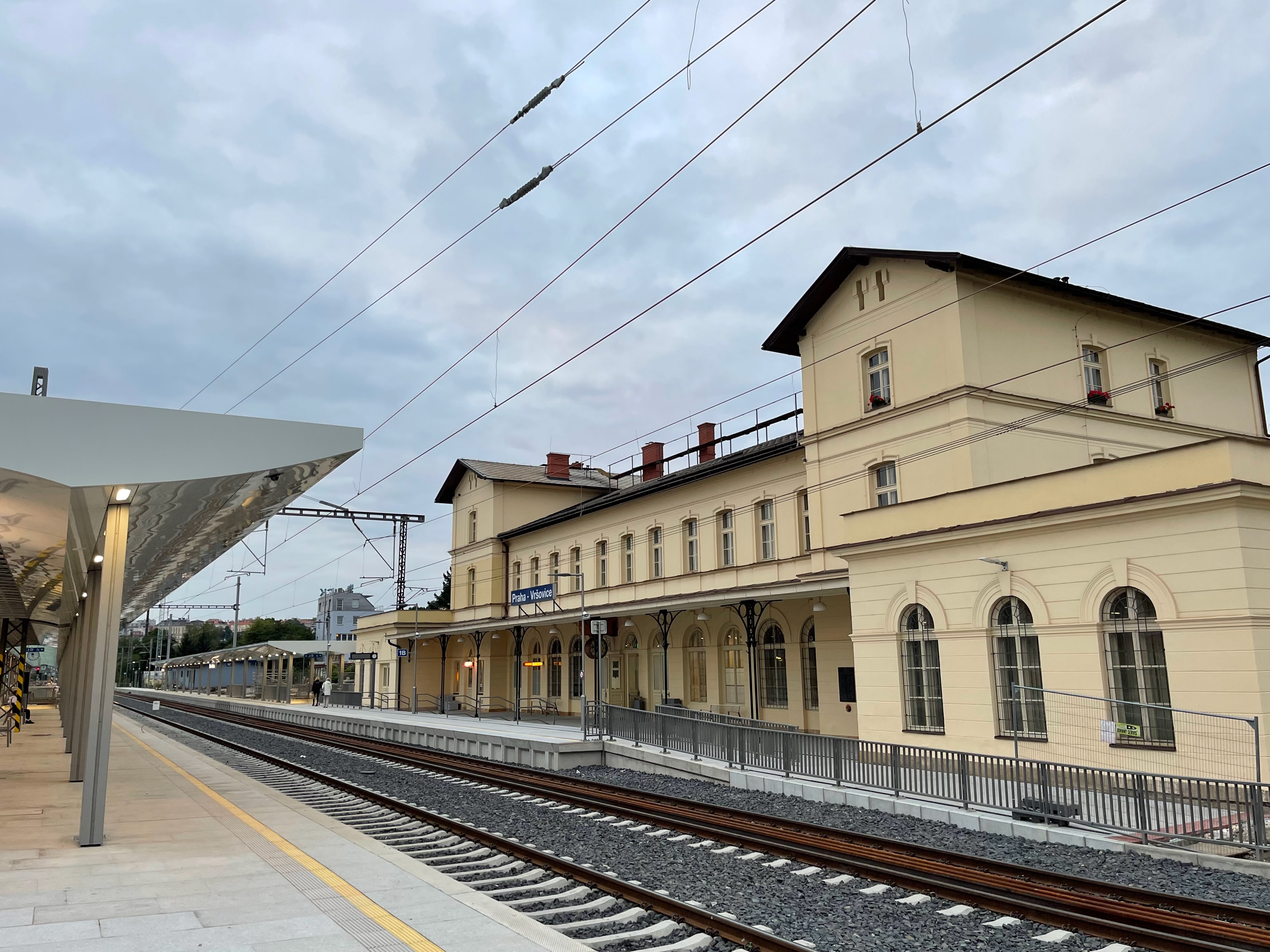
Widok na perony

Przez stację przejeżdżają linie kolejowe Esko Praha S9, S8 i S88. Przed dworcem można przesiąść się na linie tramwajowe na przystanku Nádraží Vršovice, w pobliżu znajduje się przystanek autobusowy Ukrainská na liniach łączących Vršovice, Nusle i Michli. W 2011 roku, po wielu latach planów, przed stacją przedłużono linię autobusową 193 w kierunku Pankrác i Nusle. Od 2021 roku kursuje tam także linia tramwajowa nr 19 z ratusza Nuselská przez plac Bratří Synků. W 2018 roku nastąpi całkowita przebudowa torów, przebudowa peronów oraz budowa czwartego peronu i rozbudowa przejścia podziemnego na ulicę Bartoškova w Nuslí. Nowe przejście podziemne do Nuslí, otwarte na mały plac z parkiem przy ulicy Bartošková, w pobliżu ulic Pernštejnské, Rostislavova, U Křížku, Čestmírova i Mojmírova, zostało oddane do użytku w 2021 roku.

## Dawniejsze nazwy[5]
- 1882–1912 Nusle-Wrschowitz (do 1902 Nusle)
- 1912–1918 Wrschowitz-Nusle
- 1918–1939 Vršovice-Nusle (od 1922 Praha-Nusle)
- 1939–1941 Werschowitz-Nusl / Vršovice-Nusle
- 1941–1945 Prag-Werschowitz / Praha-Vršovice
- 1945–obecnie Praha-Vršovice

## Galeria

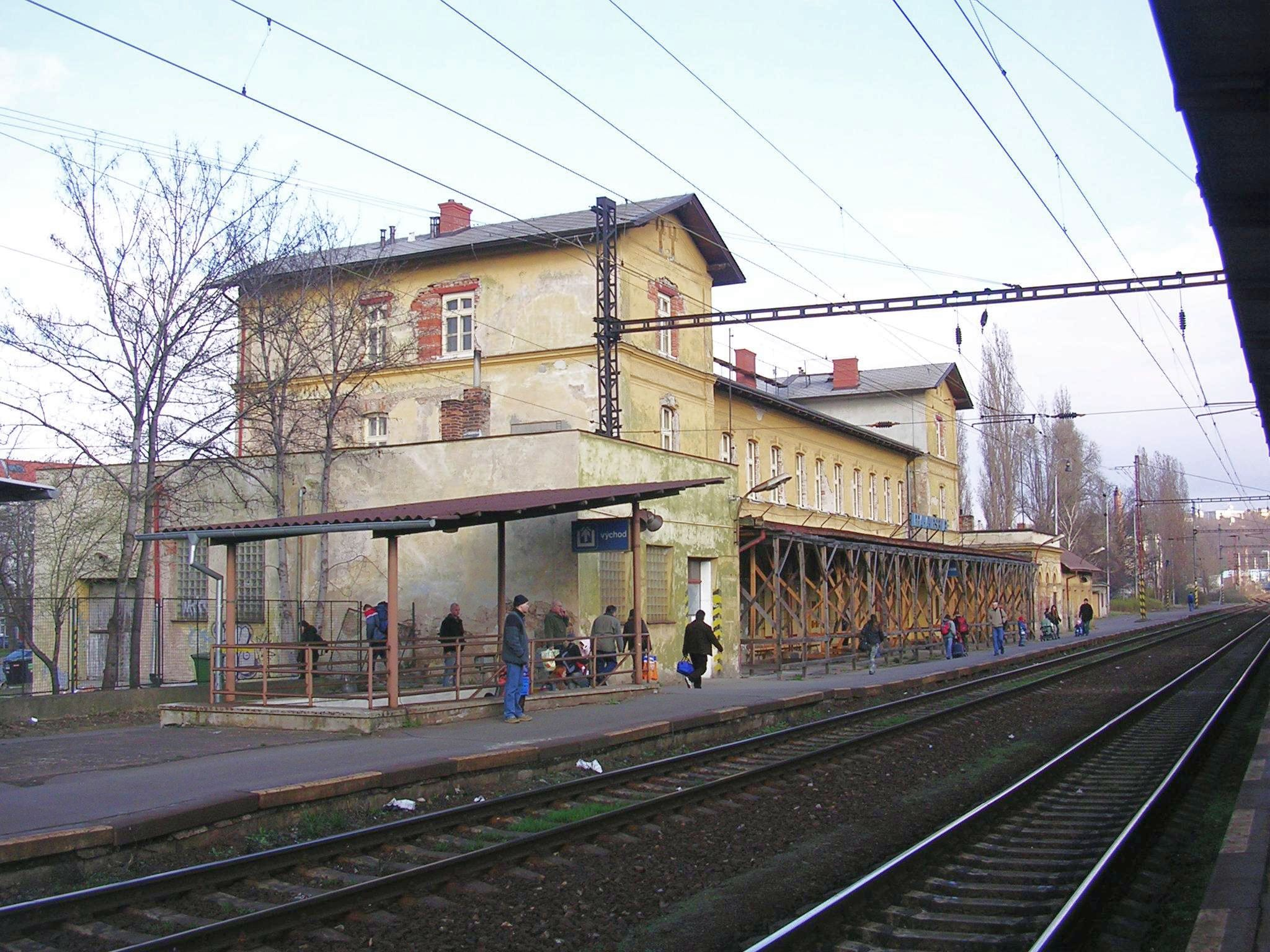
Stan przed rekonstrukcją
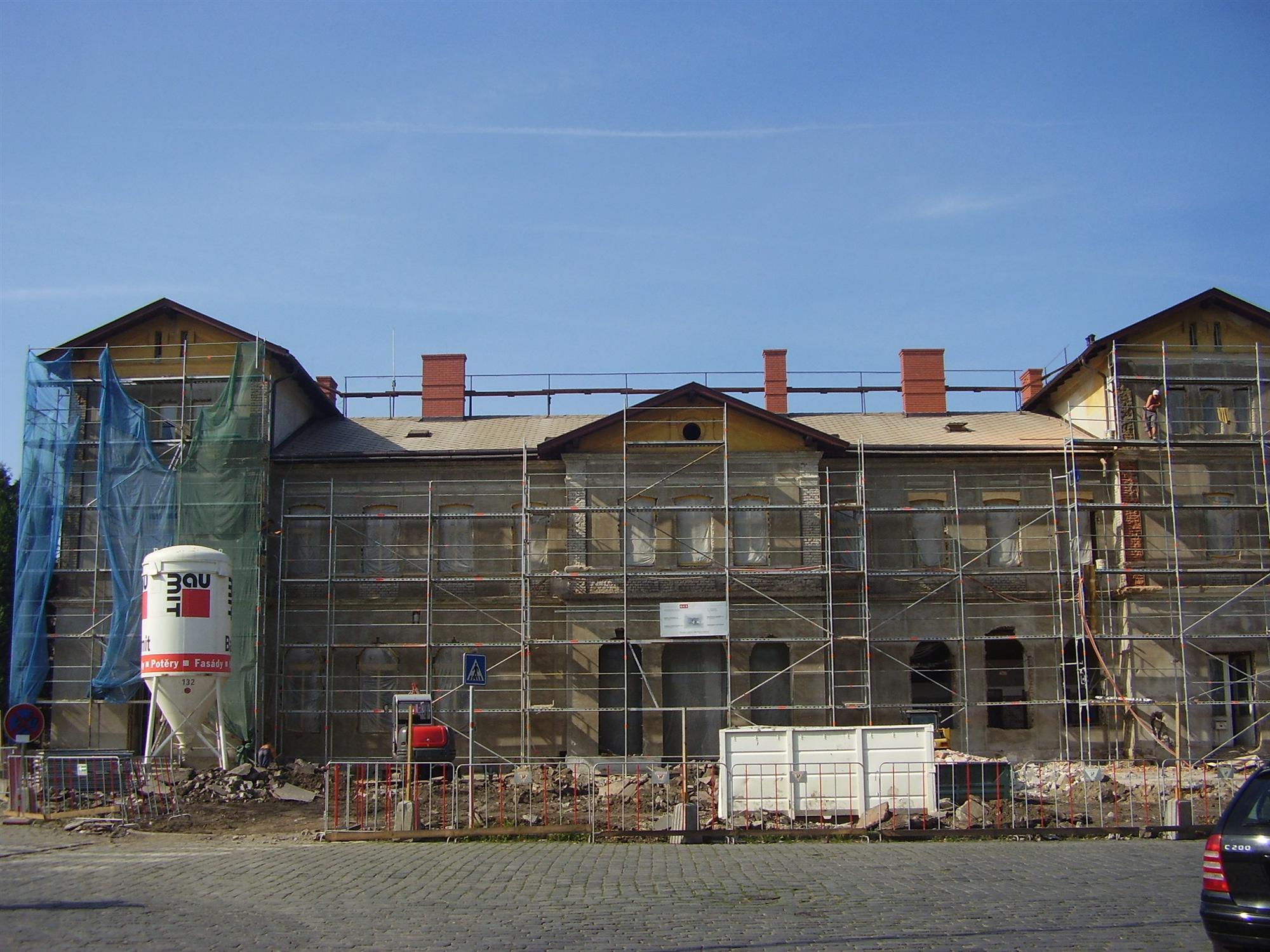
Dworzec podczas rekonstrukcji w lipcu 2008
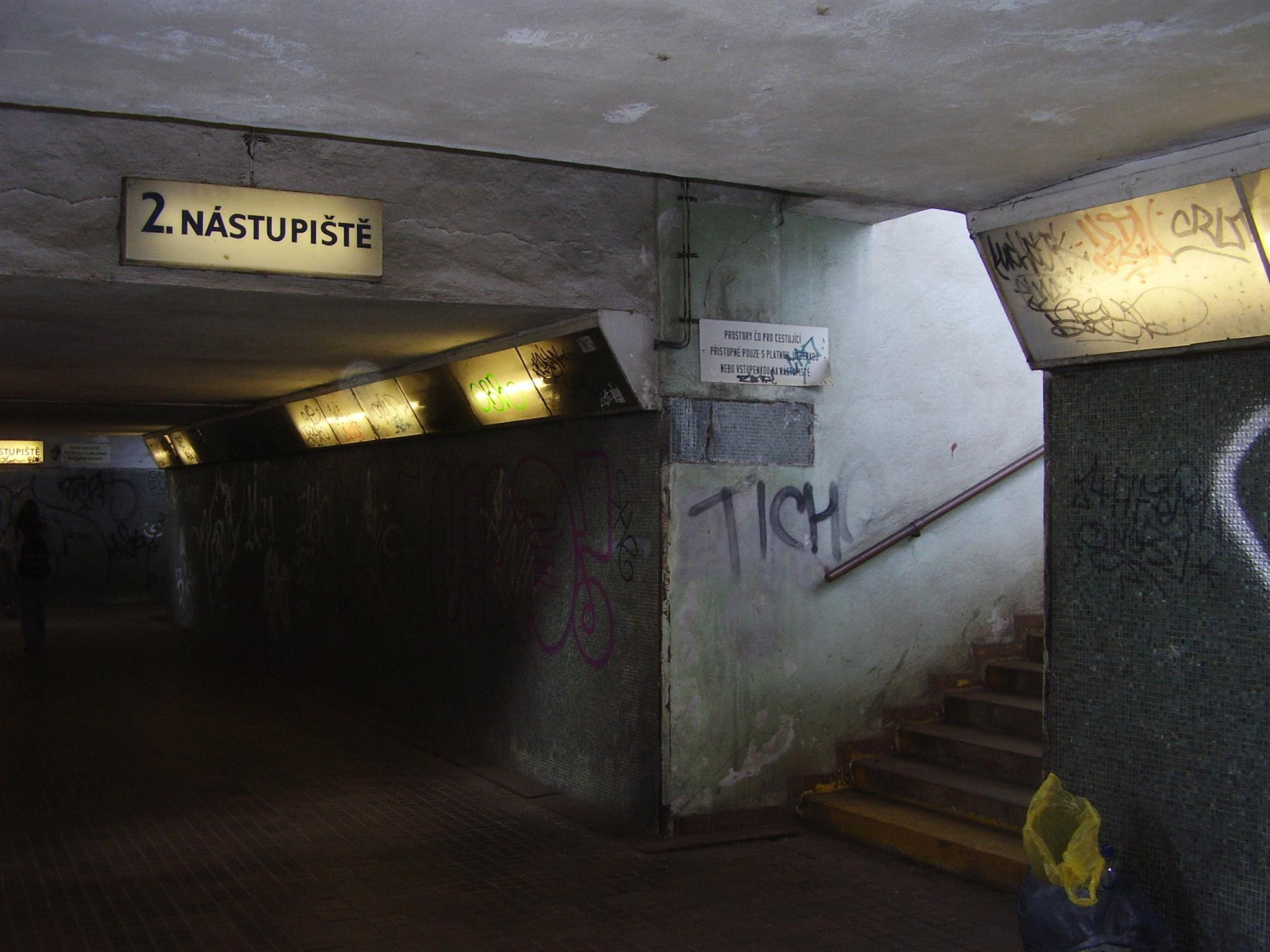
Przejście na drugi peron